# Katayamalite
La katayamalite est un minéral cyclosilicate, nommé en l'honneur du minéralogiste et professeur japonais Nobuo Katayama (1910 - 1997). Elle a été approuvée en 1982 par l'Association minéralogique internationale (IMA) avec le symbole Kyl et décrite pour la première fois un an plus tard. Elle a comme formule chimique KLi3Ca7Ti2(SiO3)12(OH)2.

## Relation avec la baratovite
La katayamalite est l'analogue hydroxyle de la baratovite et le pôle pur hydroxyle de la série, même si elle été décrite d'abord comme un minéral à dominante fluor. Certaines équipes de recherche avancent qu'elle est à dominante hydroxyle et non fluor, ce qui rendrait la baratovite isostructurale avec elle et ferait des deux minéraux la même espèce, la baratovite ayant la priorité. Son statut n'est pas clarifié et la katayamalite reste un minéral approuvé par l'IMA jusqu'à ce jour (mai 2023).

## Propriétés chimiques
La katayamalite est principalement constituée d'oxygène (43,16 %), de silicium (24,25 %), de calcium (20,18 %), mais contient par ailleurs du titane (6,89 %), du potassium (2,81 %), du lithium (1,5 %). Elle contient également des traces de fluor (0,68 %), de sodium (0,41 %) et d'hydrogène (0,11 %) dans sa composition. Il se dégage une radioactivité à peine détectable du fait de la présence de potassium.  
Elle a été décrite à l'origine comme ayant une symétrie triclinique en 1985, mais la structure a été requalifiée en monoclinique en 2013. Elle présente une fluorescence bleu-blanc rayonnante et une morphologie platine. 

## Gisements et gîtologie
La katayamlite est trouvée dans sa localité type qui est le Mont Kuresaka sur l'île d'Iwagi (préfecture d'Ehime) au Japon, et au Kirghizistan dans le massif Hodzha-Achkan. Elle est associée à la sugilite, l'albite et l'aegirine. Les cristaux sont généralement maclés. Ce minéral se trouve dans la syénite d'aegirine. 

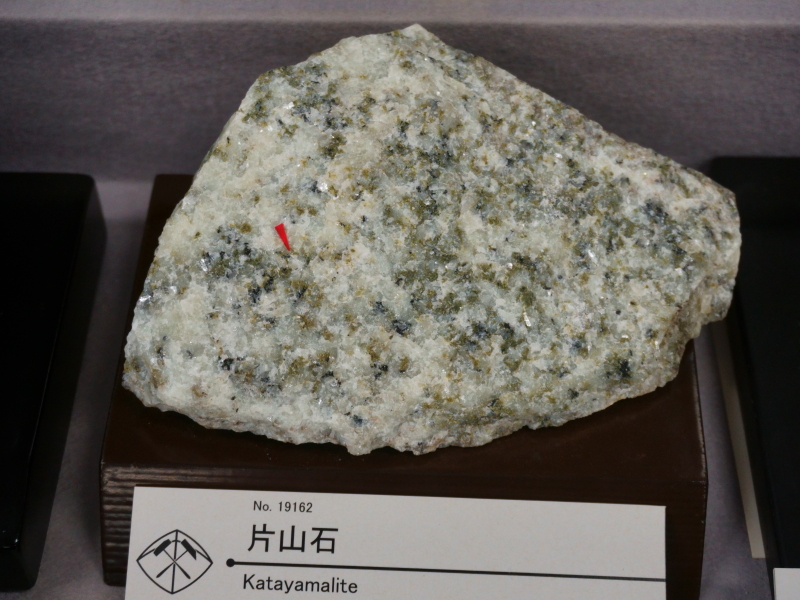
Spécimen au Musée de minéralogie de l'université d'Akita.